# Élections législatives de 1936 en Charente-Inférieure
Les élections législatives françaises de 1936 ont lieu les 26 avril et 3 mai.

## Élus
|   | Circonscription     | Député sortant    |  | Groupe parlementaire | Député élu        |  | Groupe parlementaire |
| - | ------------------- | ----------------- |  | -------------------- | ----------------- |  | -------------------- |
| 1 | Jonzac              | James Sclafer     |  | PRRRS                | James Sclafer     |  | PRRRS                |
| 2 | Marennes            | William Bertrand  |  | PRRRS                | William Bertrand  |  | PRRRS                |
| 3 | Rochefort           | Édouard Pouzet    |  | PRS                  | Roger Lefèvre     |  | SFIO                 |
| 4 | La Rochelle         | André Hesse       |  | PRRRS                | René Château      |  | PRS-CP               |
| 5 | Saintes             | Maurice Palmade   |  | PRRRS                | Maurice Palmade   |  | PRRRS                |
| 6 | Saint-Jean d'Angély | Théophile Longuet |  | PRRRS                | Théophile Longuet |  | PRRRS                |

## Résultats à l'échelle du département
| Partis         | Partis                                            | Premier tour | Premier tour | Deuxième tour | Deuxième tour | Sièges |
| Partis         | Partis                                            | Voix         | %            | Voix          | %             | Sièges |
| -------------- | ------------------------------------------------- | ------------ | ------------ | ------------- | ------------- | ------ |
|                | Parti républicain radical et radical-socialiste   | 35 616       | 36,82        | 37 110        | 44,23         | 4      |
|                | Section française de l'Internationale ouvrière    | 19 636       | 20,30        | 20 014        | 23,85         | 1      |
|                | Parti agraire et paysan français                  | 10 300       | 10,65        | 2 857         | 3,40          | 0      |
|                | Divers gauche (Gauche indé, Rép. soc.,Soc. indé.) | 8 375        | 8,66         | 10 755        | 12,82         | 1      |
|                | Parti communiste-SFIC                             | 8 370        | 8,65         | 50            | 0,06          | 0      |
|                | Fédération républicaine                           | 7 362        | 7,61         | 3 922         | 4,67          | 0      |
|                | Union socialiste républicaine                     | 4 873        | 5,04         |               |               | 0      |
|                | Parti démocrate populaire                         | 1 104        | 1,14         | 0             |               |        |
|                | Radicaux indépendants                             | 978          | 1,01         | 12            | 0,01          | 0      |
|                | Divers                                            | 125          | 0,13         | 7             | 0,01          | 0      |
|                | Rép. de gauche                                    |              |              | 9 183         | 10,94         | 0      |
|                |                                                   |              |              |               |               |        |
| Inscrits       | Inscrits                                          | 127 032      | 100,00       | 109 901       | 100,00        | 6      |
| Votants        | Votants                                           | 102 374      | 80,59        | 87 365        | 79,49         |        |
| Abstentions    | Abstentions                                       | 24 658       | 19,41        | 22 536        | 20,51         |        |
| Blancs et nuls | Blancs et nuls                                    | 5 635        | 5,5          | 3 455         | 3,95          |        |
| Exprimés       | Exprimés                                          | 96 739       | 94,5         | 83 910        | 96,05         |        |

## Résultats par arrondissement

### Arrondissement Jonzac
| Candidats      | Candidats      | Étiquette           | Premier tour | Premier tour | Deuxième tour | Deuxième tour |
| Candidats      | Candidats      | Étiquette           | Voix         | %            | Voix          | %             |
| -------------- | -------------- | ------------------- | ------------ | ------------ | ------------- | ------------- |
|                | James Sclafer  | PRRRS               | 6 279        | 37,90        | 8 465         | 50,27         |
|                | Roger Faraud   | SFIO                | 5 004        | 30,20        | 5 502         | 32,67         |
|                | Bouché         | PAPF                | 4 070        | 24,56        | 2 857         | 16,97         |
|                | Giraud         | Radical indépendant | 978          | 5,90         |               |               |
|                | Fradon         | PC-SFIC             | 238          | 1,44         |               |               |
|                | Divers         | Divers              |              |              | 8             | 0,05          |
|                |                |                     |              |              |               |               |
| Inscrits       | Inscrits       | Inscrits            | 20 165       | 100,00       | 20 203        | 100,00        |
| Votants        | Votants        | Votants             | 16 953       | 84,07        | 17 049        | 84,39         |
| Abstention     | Abstention     | Abstention          | 3 212        | 15,93        | 3 154         | 15,61         |
| Blancs et nuls | Blancs et nuls | Blancs et nuls      | 384          | 2,27         | 209           | 1,23          |
| Exprimés       | Exprimés       | Exprimés            | 16 569       | 97,73        | 16 840        | 98,77         |

### Arrondissement de Marennes
| Candidats      | Candidats        | Étiquette      | Premier tour | Premier tour |
| Candidats      | Candidats        | Étiquette      | Voix         | %            |
| -------------- | ---------------- | -------------- | ------------ | ------------ |
|                | William Bertrand | PRRRS          | 6 637        | 55,28        |
|                | Joneau           | PC-SFIC        | 3 174        | 26,43        |
|                | Rousseau         | SFIO           | 2 196        | 18,29        |
|                |                  |                |              |              |
| Inscrits       | Inscrits         | Inscrits       | 17 821       | 100,00       |
| Votants        | Votants          | Votants        | 13 993       | 78,52        |
| Abstention     | Abstention       | Abstention     | 3 828        | 21,48        |
| Blancs et nuls | Blancs et nuls   | Blancs et nuls | 1 986        | 14,19        |
| Exprimés       | Exprimés         | Exprimés       | 12 007       | 85,81        |

### Arrondissement de Rochefort
| Candidats      | Candidats      | Étiquette              | Premier tour | Premier tour | Deuxième tour | Deuxième tour |
| Candidats      | Candidats      | Étiquette              | Voix         | %            | Voix          | %             |
| -------------- | -------------- | ---------------------- | ------------ | ------------ | ------------- | ------------- |
|                | Roger Lefèvre  | SFIO                   | 4 014        | 32,26        | 7 092         | 54,36         |
|                | Mariani        | PRRRS                  | 3 365        | 27,05        | 5 952         | 45,62         |
|                | Roger Hymond   | Socialiste indépendant | 1 975        | 15,87        | Retrait       | Retrait       |
|                | Riveau         | USR                    | 1 728        | 13,89        | Retrait       | Retrait       |
|                | Brillouet      | PC-SFIC                | 1 360        | 10,93        | Retrait       | Retrait       |
|                | Elouard        | Divers                 | 3            | 0,02         | 3             | 0,02          |
|                |                |                        |              |              |               |               |
| Inscrits       | Inscrits       | Inscrits               | 16 859       | 100,00       | 17 153        | 100,00        |
| Votants        | Votants        | Votants                | 12 697       | 75,31        | 13 220        | 77,07         |
| Abstention     | Abstention     | Abstention             | 4 162        | 24,69        | 3 933         | 22,93         |
| Blancs et nuls | Blancs et nuls | Blancs et nuls         | 252          | 1,98         | 173           | 1,31          |
| Exprimés       | Exprimés       | Exprimés               | 12 445       | 98,02        | 13 047        | 98,69         |

### Arrondissement de La Rochelle
| Candidats      | Candidats       | Étiquette      | Premier tour | Premier tour | Deuxième tour | Deuxième tour |
| Candidats      | Candidats       | Étiquette      | Voix         | %            | Voix          | %             |
| -------------- | --------------- | -------------- | ------------ | ------------ | ------------- | ------------- |
|                | Yves Cougard    | FR             | 4 493        | 23,49        | Retrait       | Retrait       |
|                | André Hesse     | PRRRS          | 3 369        | 17,61        | Retrait       | Retrait       |
|                | René Château    | PRS-CP         | 3 290        | 17,20        | 10 752        | 53,91         |
|                | Claude Bigois   | USR            | 3 145        | 16,44        | Retrait       | Retrait       |
|                | Edmond Grasset  | SFIO           | 2 587        | 13,52        | Retrait       | Retrait       |
|                | Ernest Geoffroy | PC-SFIC        | 7 155        | 11,73        | Retrait       | Retrait       |
|                | Jourdain        | Divers         | 117          | 0,61         |               |               |
|                | Parsonneau      | Divers         | 1            | 0,01         |               |               |
|                | Léonce Vieljeux | Rép. de gauche |              |              | 9 183         | 46,04         |
|                | Divers          | Divers         |              |              | 11            | 0,06          |
|                |                 |                |              |              |               |               |
| Inscrits       | Inscrits        | Inscrits       | 24 188       | 100,00       | 24 274        | 100,00        |
| Votants        | Votants         | Votants        | 19 783       | 81,79        | 20 308        | 83,66         |
| Abstention     | Abstention      | Abstention     | 4 405        | 18,21        | 3 966         | 16,34         |
| Blancs et nuls | Blancs et nuls  | Blancs et nuls | 537          | 2,71         | 362           | 1,78          |
| Exprimés       | Exprimés        | Exprimés       | 19 246       | 97,29        | 19 946        | 98,22         |

### Arrondissement de Saintes
| Candidats      | Candidats       | Étiquette      | Premier tour | Premier tour | Deuxième tour | Deuxième tour |
| Candidats      | Candidats       | Étiquette      | Voix         | %            | Voix          | %             |
| -------------- | --------------- | -------------- | ------------ | ------------ | ------------- | ------------- |
|                | Maurice Palmade | PRRRS          | 8 787        | 39,56        | 12 587        | 62,84         |
|                | Mittonneau      | PAPF           | 6 230        | 28,05        | Retrait       | Retrait       |
|                | Papillaud       | SFIO           | 5 835        | 26,27        | 7 420         | 37,05         |
|                | Préau           | PC-SFIC        | 1 354        | 6,10         | Retrait       | Retrait       |
|                | Rousseau        | Divers         | 4            | 0,02         | 22            | 0,11          |
|                |                 |                |              |              |               |               |
| Inscrits       | Inscrits        | Inscrits       | 28 617       | 100,00       | 28 800        | 100,00        |
| Votants        | Votants         | Votants        | 23 078       | 80,64        | 21 905        | 76,06         |
| Abstention     | Abstention      | Abstention     | 5 539        | 19,36        | 6 895         | 23,94         |
| Blancs et nuls | Blancs et nuls  | Blancs et nuls | 868          | 3,76         | 1 876         | 8,56          |
| Exprimés       | Exprimés        | Exprimés       | 22 210       | 96,24        | 20 029        | 91,44         |

### Arrondissement de Saint-Jean-d'Angély
| Candidats      | Candidats         | Étiquette              | Premier tour | Premier tour | Deuxième tour | Deuxième tour |
| Candidats      | Candidats         | Étiquette              | Voix         | %            | Voix          | %             |
| -------------- | ----------------- | ---------------------- | ------------ | ------------ | ------------- | ------------- |
|                | Théophile Longuet | PRRRS                  | 7 179        | 46,18        | 10 106        | 71,94         |
|                | Peyrègne          | Socialiste indépendant | 3 110        | 20,00        | Retrait       | Retrait       |
|                | Allain            | FR                     | 2 869        | 18,45        | 3 911         | 27,84         |
|                | Meslier           | PC-SFIC                | 1 285        | 8,27         | Retrait       | Retrait       |
|                | Picot             | PDP                    | 1 104        | 7,10         | Retrait       | Retrait       |
|                | Divers            | Divers                 |              |              | 31            | 0,22          |
|                |                   |                        |              |              |               |               |
| Inscrits       | Inscrits          | Inscrits               | 19 382       | 100,00       | 19 371        | 100,00        |
| Votants        | Votants           | Votants                | 15 870       | 81,88        | 14 883        | 76,83         |
| Abstention     | Abstention        | Abstention             | 3 512        | 18,12        | 4 488         | 23,17         |
| Blancs et nuls | Blancs et nuls    | Blancs et nuls         | 323          | 2,04         | 835           | 5,61          |
| Exprimés       | Exprimés          | Exprimés               | 15 547       | 97,96        | 14 048        | 94,39         |